# Alexander Küntzel
Alexander Rudolph Küntzel (* 11. November 1804 in Włocławek; † 23. Mai 1873 in Wolka bei Löbau in Westpreußen) war ein preußischer Jurist und Gutsbesitzer. Er war von Oktober 1848 bis Mai 1849 Mitglied der Frankfurter Nationalversammlung.

## Leben
Küntzel wurde als Sohn eines preußischen Justizrates und Grenzkommissars geboren. Er besuchte von Ostern 1822 bis Ostern 1824 das Friedrichskollegium in Königsberg, das er mit dem Abiturzeugnis verließ. Ab 1824 studierte Küntzel an der Albertina in Königsberg Rechtswissenschaften.
Er trat in den preußischen Beamtendienst und war bis 1830 als Referendar in Königsberg tätig. Ab 1830 bewirtschaftete Küntzel als Verwalter und Landwirt das Gut Wolka in Westpreußen. Von 1847 bis 1862 war er Besitzer des Gutes. In einem Artikel der Königsberger Hartungschen Zeitung vom 25. Juli 1842 kritisierte er Missstände in der westpreußischen Verwaltung des Landkreises Löbau. Auf Betreiben des zuständigen Landrates von Hindenburg kam es daraufhin zu einem Gerichtsverfahren gegen Küntzel, dass mit einer Verurteilung wegen Beamtenbeleidigung gegen ihn endete. Zwei Jahre später veröffentlichte Küntzel die Prozessakten, wobei ihm sein Freund, der bekannte Königsberger Arzt und Publizist Johann Jacoby behilflich war. Das Verfahren gegen ihn und die daraus veröffentlichten Prozessakten ließen ihn als Opfer von Beamtenwillkür erscheinen. 1846 veröffentlichte Alexander von Lavergne-Peguilhen, der Landrat des Landkreises Neidenburg, eine Druckschrift mit dem Titel Der Liberalismus und die Freiheit. Küntzel antwortete mit einer Publikation Was wollen die Liberalen in Preußen und was will Herr von Lavergne-Peguilhen?
Bereits zwei Jahre später bewarben sich Küntzel und Lavergne-Peguilhen als Kandidaten zur Wahl der Frankfurter Nationalversammlung. Am 10. Mai 1848 wurde Alexander von Lavergne-Peguilhen von den Wahlmännern im Wahlbezirk 11, er bestand aus den westpreußischen Landkreisen Neidenburg und Osterode, zum Abgeordneten gewählt. Zu seinem Stellvertreter wurde Küntzel bestellt. Da der Abgeordnete Alexander von Lavergne-Peguilhen schon Ende September 1848 sein Mandat niedergelegt hatte, wies der Präsident der Frankfurter Nationalversammlung an, seinen Stellvertreter einzuberufen oder Neuwahlen anzuordnen. Küntzel trat die Nachfolge an und wurde am 10. Oktober Mitglied der Nationalversammlung. Er schloss sich der Casino-Fraktion an, der auch zahlreiche weitere west- und ostpreußische Abgeordnete angehörten. Als Redner trat er in der Frankfurter Paulskirche nicht in Erscheinung, unterstützte aber oftmals eingebrachte Anträge. Am 28. März 1849, bei der Wahl zum Deutschen Kaiser, gab er seine Stimme dem preußischen König Friedrich Wilhelm IV. Er beachtete die von der preußischen Regierung im Mai 1849 erlassene Anordnung zunächst nicht, nach der alle preußischen Abgeordneten ihr Mandat niederlegen sollten. Beim namentlichen Aufruf in der Paulskirche am 21. Mai 1849 wurde er als anwesend geführt. Allerdings lehnte Küntzel einen Antrag, der die Beschlussfähigkeit des Parlaments bei einer Anwesenheit von nur 100 Abgeordneten sicherstellen sollte, durch fernbleiben ab. Erst am 24. Mai 1849 entschloss er sich zum Austritt aus dem Parlament. Küntzel unterzeichnete, als einziger Westpreuße, mit 20 weiteren Abgeordneten eine entsprechende Erklärung.
Von 1862 bis 1867 wurde er Gutsbesitzer in Mülheim an der Mosel und von 1867 bis 1871 Gutsbesitzer in Biebrich am Rhein. Erst 1871 kehrte er wieder als Besitzer seines heimatlichen Gutes Wolka nach Westpreußen zurück, wo er am  23. Mai 1873, im Alter von 68 Jahren verstarb.

## Veröffentlichungen (Auswahl)
- Aktenmässige Darstellung der wider den Ritter-Gutsbesitzer Alexander Küntzel geführten fiskalischen Untersuchung. (Nebst einer Eingabe an den Justizminister Mühler). Voigt, Königsberg 1844 (87 S.)
- Was wollen die Liberalen in Preußen und Was will Herr v. Lavergne-Peguilhen? Mayer, Leipzig 1847 (31 S.)